# Big Hero 6 - La serie
Big Hero 6 - La serie (Big Hero 6: The Series) è una serie animata statunitense creata da Mark McCorkle e Bob Schooley, conosciuti in precedenza per Kim Possible.
La serie, prodotta dalla Disney Television Animation, è basata sul 54° Classico Disney Big Hero 6 e dall'omonimo fumetto pubblicato dalla Marvel Comics. La trama è ambientata dopo gli eventi del film originale e utilizzerà l'animazione 2D.
La serie ha debuttato con un episodio speciale di un'ora su Disney Channel e Disney XD il 20 novembre 2017 negli Stati Uniti e in Italia l'8 aprile 2018. Nel Regno Unito i restanti episodi vengono trasmessi dal 1º marzo e in Italia dall'8 aprile 2018.
Il 14 marzo 2017, ancor prima del suo debutto in televisione, la serie viene rinnovata per una seconda stagione.

## Trama
Dopo le vicende del film, Hiro è diventato una sorta di leggenda al San Fransokyo Institute of Technology. Ora però deve vedersela con le sfide di tutti i giorni a scuola, soprattutto perché si ritrova al college pur essendo poco più che un ragazzino. E al di fuori dell'università, il team di supereroi di ultima generazione, noto come i Big Hero 6, dovranno darsi da fare per proteggere la loro città dal misterioso Obake e dai nuovi supercriminali dotati delle ultime tecnologie disponibili.

## Episodi
- La stagione 1 in Italia è composta da 25 episodi, l'ep. 1 è diviso in 2 parti e l'ep 22 è diviso in 3 parti.
- La stagione 2 in Italia è composta da 25 episodi, l'ep. 24 è diviso in 2 parti.

| Stagione         | Episodi | Prima TV USA | Prima TV Italia |
| ---------------- | ------- | ------------ | --------------- |
| Prima stagione   | 25      | 2017-2018    | 2018-2019       |
| Seconda stagione | 25      | 2019-2020    | 2020            |
| Terza stagione   | 10      | 2020-2021    | 2021            |

La direzione del doppiaggio e i dialoghi italiani sono a cura di Ilaria Stagni per conto della C.V.D. La sonorizzazione, invece, venne affidata alla CDC Sefit Group.

## Corti animati
Dopo soli 6 mesi dalla prima TV statunitense Il ritorno di Baymax, sono andati in onda i corti animati negli Stati Uniti dal 31 maggio 2018 sul canale YouTube di Disney Channel (sebbene siano stati presentati in anteprima in Europa un anno prima). In Italia sono stati trasmessi il 1º aprile 2018 su Disney XD.
Una seconda serie di corti animati, dal titolo Baymax Dream sono stati trasmessi simultaneamente sul canale pay e sul canale YouTube di Disney Channel il 15 settembre 2018. I cortometraggi sono animati al computer e realizzati con Unity. Questa volta con un Fred digitale che interagiva con Baymax. Questa serie di corti è inedita in Italia.
Una terza serie di corti animati, dal titolo Big Chibi 6 The Shorts sono stati trasmessi dal 6 novembre 2018 al 23 aprile 2019 su Disney Channel i 12 cortometraggi, che sono vagamente basati sulla sequenza di apertura dell'episodio I fan dei Big Hero 6. Questa serie descrive il cast di Big Hero 6 in comiche situazioni chibi-fied (come Teen Titans Go!). L'animazione chibi è usata nelle sequenze dei titoli di coda della seconda stagione. Questa serie di corti è inedita in Italia.
Una quarta serie di corti animati, dal titolo Baymax & Mochi sono stati trasmessi durante l'anteprima della seconda stagione. Questa serie si concentra esclusivamente sul duo ed è realizzata con cel-shading. Questa serie di corti è inedita in Italia.
Una quinta serie di corti animati (composta da un solo corto), ha avuto origine da I Greens in città che presentano personaggi di Disney Channel che si chiamano l'un l'altro e impostati su animazione Adobe Flash. Ci sono diversi altri cortometraggi Disney Random Rings, ma questo è il primo a presentare personaggi di Big Hero 6 - La serie. Il numero 17 dell'episodio rappresenta il suo ordine nella serie Disney Random Rings. Il corto è inedito in Italia.
| nº                                           | Titolo originale                            | Titolo italiano                             | Titolo alternativo italiano (Disney+)       | Prima TV Svezia / Regno Unito               | Prima TV USA                                | Prima TV Italia                             |
| Prima serie di corti: Baymax and (Baymax e)  | Prima serie di corti: Baymax and (Baymax e) | Prima serie di corti: Baymax and (Baymax e) | Prima serie di corti: Baymax and (Baymax e) | Prima serie di corti: Baymax and (Baymax e) | Prima serie di corti: Baymax and (Baymax e) | Prima serie di corti: Baymax and (Baymax e) |
| -------------------------------------------- | ------------------------------------------- | ------------------------------------------- | ------------------------------------------- | ------------------------------------------- | ------------------------------------------- | ------------------------------------------- |
| 1                                            | Baymax and Fred                             | Baymax e Fred                               | Baymax e Fred                               | 24 novembre 2017 (Svezia)                   | 31 maggio 2018                              | 1º aprile 2018                              |
| 2                                            | Baymax and Go Go                            | Baymax e Go Go                              | Baymax e Go Go                              | 11 gennaio 2018 (Svezia)                    | 1 giugno 2018                               | 1º aprile 2018                              |
| 3                                            | Baymax and Wasabi                           | Baymax e Wasabi                             | Baymax, Wasabi e Fred                       | 18 gennaio 2020 (Svezia)                    | 6 giugno 2018                               | 1º aprile 2018                              |
| 4                                            | Baymax and Hiro                             | Baymax e Hiro                               | Baymax e Hiro                               | 1º febbraio 2020 (Svezia)                   | 14 giugno 2018                              | 1º aprile 2018                              |
| 5                                            | Baymax and Mochi                            | Baymax e Mochi                              | Baymax, Mochi e Zia Cass                    | 13 gennaio 2018 (Regno Unito)               | 18 giugno 2018                              | 1º aprile 2018                              |
| 6                                            | Baymax and Honey Lemon                      | Baymax e Honey Lemon                        | Baymax e Honey Lemon                        | 8 gennaio 2018 (Regno Unito)                | 20 giugno 2018                              | 1º aprile 2018                              |
| Seconda serie di corti: Baymax Dreams        |                                             |                                             |                                             |                                             |                                             |                                             |
| 1                                            | Baymax Dreams of Too Many Baymaxes          | N.D.                                        | N.D.                                        | N.D.                                        | 15 settembre 2018                           | Inedita                                     |
| 2                                            | Baymax Dreams of Evil Sheep                 | N.D.                                        | N.D.                                        | N.D.                                        | 15 settembre 2018                           | Inedita                                     |
| 3                                            | Baymax Dreams of Bed Bugs                   | N.D.                                        | N.D.                                        | N.D.                                        | 15 settembre 2018                           | Inedita                                     |
| 4                                            | Baymax Dreams of Mochizilla                 | N.D.                                        | N.D.                                        | N.D.                                        | 8 agosto 2020                               | Inedita                                     |
| 5                                            | Baymax Dreams of Too Many Freds             | N.D.                                        | N.D.                                        | N.D.                                        | 15 agosto 2020                              | Inedita                                     |
| 6                                            | Baymax Dreams of Fred's Glitch              | N.D.                                        | N.D.                                        | N.D.                                        | 6 febbraio 2021                             | Inedita                                     |
| Terza serie di corti: Big Chibi 6 The Shorts |                                             |                                             |                                             |                                             |                                             |                                             |
| 1                                            | Making Popcorn                              | N.D.                                        | N.D.                                        | N.D.                                        | 6 novembre 2018                             | Inedita                                     |
| 2                                            | Mochi No!                                   | N.D.                                        | N.D.                                        | N.D.                                        | 13 novembre 2018                            | Inedita                                     |
| 3                                            | Save Mochi                                  | N.D.                                        | N.D.                                        | N.D.                                        | 20 novembre 2018                            | Inedita                                     |
| 4                                            | Noodle Song                                 | N.D.                                        | N.D.                                        |                                             | 20 novembre 2018                            | Inedita                                     |
| 5                                            | Snoring                                     | N.D.                                        | N.D.                                        | N.D.                                        | 27 novembre 2018                            | Inedita                                     |
| 6                                            | Gumball Trouble                             | N.D.                                        | N.D.                                        | N.D.                                        | 5 febbraio 2019                             | Inedita                                     |
| 7                                            | Love Letters                                | N.D.                                        | N.D.                                        | N.D.                                        | 12 febbraio 2019                            | Inedita                                     |
| 8                                            | Super Charged                               | N.D.                                        | N.D.                                        | N.D.                                        | 19 febbraio 2019                            | Inedita                                     |
| 9                                            | Low Battery                                 | N.D.                                        | N.D.                                        | N.D.                                        | 2 aprile 2019                               | Inedita                                     |
| 10                                           | Road Trip                                   | N.D.                                        | N.D.                                        | N.D.                                        | 9 aprile 2019                               | Inedita                                     |
| 11                                           | Super Driver                                | N.D.                                        | N.D.                                        | N.D.                                        | 16 aprile 2019                              | Inedita                                     |
| 12                                           | Brunch Rush                                 | N.D.                                        | N.D.                                        | N.D.                                        | 23 aprile 2019                              | Inedita                                     |
| Quarta serie di corti: Baymax & Mochi        |                                             |                                             |                                             |                                             |                                             |                                             |
| 1                                            | Flowers and Butterflies                     | N.D.                                        | N.D.                                        | N.D.                                        | 6 maggio 2019                               | Inedita                                     |
| 2                                            | Mochi and his Toy                           | N.D.                                        | N.D.                                        | N.D.                                        | 14 maggio 2019                              | Inedita                                     |
| 3                                            | Messy Room                                  | N.D.                                        | N.D.                                        | N.D.                                        | 21 maggio 2019                              | Inedita                                     |
| Disney Random Rings                          |                                             |                                             |                                             |                                             |                                             |                                             |
| 19                                           | Baymax Helps Launchpad                      | N.D.                                        | N.D.                                        | N.D.                                        | 29 giugno 2020                              | Inedito                                     |

## Personaggi

### Protagonisti
- Hiro Hamada: doppiato da Ryan Potter e in italiano da Arturo Valli. La serie si apre con Hiro al suo primo giorno alla "scuola dei nerd". Insieme ai suoi amici e a Baymax, decide di continuare a combattere il crimine in memoria del fratello. È un ragazzino estremamente intelligente, sensibile e di buon cuore, tuttavia il suo carattere impulsivo e incauto, unito alla sua propensione nel prendere scorciatoie lo portano spesso a cacciarsi nei guai, costringendo i suoi amici a venire in suo soccorso.
- Baymax: doppiato da Scott Adsit e in italiano da Massimiliano Manfredi. L'infermiere robot dall'aspetto caldo e rassicurante creato da Tadashi. Quest'ultimo lo ha programmato per aiutare le persone in difficoltà. Nel corso del film, ha sviluppato con Hiro un legame profondo, diventando il suo migliore amico. Insieme a Hiro e agli altri, proteggerà la città di San Fransokyo da criminali e super-cattivi.
- GoGo Tomago: doppiata da Jamie Chung e in italiano da Rossa Caputo. Studia ingegneria meccanica. Brusca nei modi e dal carattere schivo, ma anche leale e protettiva nei confronti dei suoi amici.
- Honey Lemon: doppiata da Génesis Rodríguez e in italiano da Ludovica Bebi. Studia chimica allo SFIT. A partire dal secondo episodio andrà a vivere dall'amica Gogo. A differenza di quest'ultima, Honey ha una personalità molto buona, dolce, sensibile, allegra, ottimista, estroversa, solare, amichevole, gentile, altruista e di buon cuore che cerca sempre di vedere il lato positivo delle cose. Sebbene tenda spesso ad essere frivola e adori tutto ciò che è rosa e kawaii, è anche estremamente intelligente e cela un lato oscuro, quasi da scienziata pazza (adora le esplosioni e fare esperimenti rischiosi). È originaria dell'America Latina.
- Wasabi: doppiato da Khary Payton e in italiano da Davide Perino. Studia fisica delle particelle allo SFIT ed è un membro dei Big Hero 6. Estremamente perfezionista e paranoico, va in crisi se tutto non è in ordine e al suo posto. All'inizio non è d'accordo nel continuare l'attività da supereroe specie a causa della sua indole più schiva.
- Fred: doppiato da Brooks Wheelan e in italiano da Simone Crisari. Giovane nerd appassionato di fumetti e videogiochi. È la mascotte della scuola. Fare il supereroe lo entusiasma, dato che è sempre stato il suo sogno. Il suo nome intero è Friederick Fredrickson IV ed appartiene ad una famiglia aristocratica.

### Personaggi secondari
- Zia Cass: doppiata da Maya Rudolph e in italiano da Elena Perino. È diventata la tutrice legale di Hiro e Tadashi dopo la morte dei genitori di questi ultimi. Gestisce una caffetteria sotto il suo appartamento. È una donna indipendente, laboriosa, gentile e dal carattere allegro.
- Tadashi Hamada: doppiato da Daniel Henney e in italiano da Stefano Crescentini. Fratello maggiore di Hiro, scomparso e deceduto all'inizio del film. Viene mostrato in numerosi flashback e filmini di famiglia. Hiro sente molto la sua mancanza. Dato che ciò che lo rendeva più felice era aiutare il prossimo, Hiro e i suoi amici decidono di proteggere San Fransokyo dal crimine in suo onore.
- Professoressa Granville: doppiata da Jenifer Lewis e in italiano da Cristiana Lionello. Insegna termodinamica allo SFIT. Severa, inflessibile e fanatica delle regole. Non sopporta i fannulloni e chi non segue le regole. Nonostante tutto è una brava persona, saggia e giudiziosa, interessata solo al benessere dei suoi studenti e della scuola. Si interessa sin da subito al destino di Hiro, seguendone il percorso formativo e dandogli molti consigli. È subentrata a Robert Callaghan nel ruolo di direttore del laboratorio del campus.
- Bluff Dunder: doppiato da Diedrich Bader e in italiano da Fabrizio Picconi. Anchorman del notiziario di San Fransokyo. Pomposo, spesso poco professionale e non particolarmente brillante.
- Padre di Fred: doppiato da Stan Lee e in italiano da Luciano De Ambrosis. Supereroe in pensione, in passato ha difeso più volte San Fransokyo dal crimine. Farà da mentore e guida spirituale al gruppo.
- Madre di Fred: doppiata da Susan Sullivan e in italiano da Franca D'Amato. Una nobildonna dai modi aristocratici e sofisticati.
- Heathcliff: doppiato da David Shaughnessy e in italiano da Toni Orlandi. Il fedele maggiordomo tuttofare della famiglia Fredrickson. Abilissimo pilota automobilistico.
- Mel: doppiato da John Ross Bowie e in italiano da Gianluca Tusco. Un eccentrico e strampalato inventore ossessionato dalle sorprese. Ha inventato un tessuto riflettente capace di rendere trasparente qualsiasi cosa o alterarne l'aspetto, senza rendersi conto del reale valore di ciò che ha creato.
- Karmi: doppiata da Haley Tju e in italiano da Lucrezia Marricchi. Ha 15 anni e studia biotecnologie allo SFIT. Prima dell'arrivo di Hiro era l'unica ragazzina prodigio dell'università, ragione per cui si mostra ostile e scorbutica nei confronti di quest'ultimo in quanto lo vede come una sorta di rivale. Tuttavia sembra avere una cotta segreta per la controparte supereroica di Hiro, ignorandone l'identità. È una grande fan dei Big Hero 6, tanto da scrivere numerose fan fiction su di loro e ha inventato dei nomi per tutta la squadra (ad esempio chiama Hiro Capitan Carino). È molto riservata e ha difficoltà a socializzare con le altre persone, infatti gli unici suoi amici sono i virus e batteri che studia. In seguito imparerà a fidarsi di Hiro e diventeranno amici.
- Richardson Mole: doppiato da Sean Giambrone e in italiano da Tommaso Di Giacomo. È un bambino di 11 anni ricco e viziato, con il pallino per i fumetti e i videogiochi. Detesta Fred e ha una cotta per Gogo. Sua madre è al vertice dell'élite aristocratica di San Fransokyo.
- Alistair Krei: doppiato da Alan Tudyk. In italiano è doppiato da Alessio Cigliano. Ricco e potente imprenditore di successo che sfrutta la tecnologia a fini di lucro. Dopo gli eventi del film ha cercato di ricreare il neurotrasmettitore che Hiro aveva inventato per controllare i microbot. Il personaggio è, a seconda delle occasioni, alleato o nemico dei protagonisti ed è uno dei pochi a conoscere le loro vere identità.
- Judy: doppiata da Laura Silverman e in italiano da Ilaria Stagni. L'assistente di Krei, è una giovane donna capace e dall'atteggiamento spesso sarcastico, non sempre d'accordo con le decisioni del suo capo.

### Antagonisti
- Robert "Bob" Aken/Obake: doppiato da Andrew Scott e in italiano da Oreste Baldini. Principale antagonista della prima stagione. Formidabile ingegnere ed hacker dalla mente brillante e fuori dal comune. Un tempo era uno studenti della professoressa Granville, il più dotato in assoluto. Quest'ultima lo spinse a superare i propri limiti, senza mai fermarsi e sfortunatamente lo portò a subire un tragico incidente, nel quale sembrò perdere la vita. In realtà Robert riuscì a sopravvivere ma riportò dei seri danni al cervello. Ciò lo privò definitivamente della capacità di distinguere il bene dal male e divenne unicamente ossessionato dai suoi esperimenti e determinato a portarli a termine a qualsiasi costo, per quanto inumani e pericolosi fossero.
- Liv Amara: doppiata da Mara Wilson e in italiano da Loretta Di Pisa. Antagonista principale della prima parte della seconda stagione. Giovane imprenditrice specializzata nella biogenetica, priva di scrupoli e senza alcun riguardo per la vita umana. In seguito si scoprirà essere un clone creato dalla vera Liv Amara e il suo vero nome è Diane. Essendo Liv affetta da un male incurabile e non fidandosi di nessun'altra a parte se stessa per portare avanti la ricerca di una cura, decise di auto clonarsi e programmare la propria replica perché portasse avanti gli esperimenti, mentre la vera Liv sarebbe rimasta in stasi, per rallentare il deterioramento dovuto alla malattia. Tuttavia a differenza della vera Liv, Diane non possiede alcun freno inibitore e questo la porta a condurre le sue ricerche utilizzando ogni mezzo necessario, manipolando crudelmente altre persone, usandole come cavie, consapevoli o inconsapevoli.
- Diego Cruz: doppiato da Nestor Carbonell e in italiano da Carlo Cosolo. Il severo e inflessibile capo della polizia di San Fransokyo. Per buona parte della stagione riveste il ruolo di antagonista principale. Cercherà in tutti i modi di fermare e arrestare i Big Hero 6, a causa del suo disprezzo per i giustizieri ma alla fine della seconda stagione, inizierà a riconoscere il valore degli obiettivi dei Big Hero 6 e deciderà di appoggiarli, specialmente dopo che questi ultimi salveranno sua figlia Megan.
- Noodle Burger Boy: doppiato da Lucas Neff. Una mascotte robotica con la testa a forma di hamburger manomesso da Obake. In origine il suo progetto era quello di un robot militare della Krei Tech ma è stato riconvertito in un robot cameriere e mascotte. È l'antagonista principale nella terza ed ultima stagione della serie.
- Trina Aken/Trina 2.0: doppiata da Christy Carlson Romano e in italiano da Roisin Nicosia. Robot costruito da Obake, uguale nelle fattezze ad una ragazza umana. Considera il suo inventore come un padre. In seguito si potenzierà con un nuovo corpo più potente e deciderà di conquistare la città per onorare il suo creatore. Diverrà l'antagonista finale della seconda stagione, quando cercherà di distruggere San Fransokyo con un esercito di robot.
- Yama: doppiato da Paul Briggs e in italiano da Paolo Marchese. Già apparso all'inizio del film come campione indiscusso di bot-duelli clandestini. Torna nella serie come uno dei criminali al servizio del misterioso e sinistro Obake. Ce l'ha ancora con Hiro per averlo battuto con l'inganno all'inizio del film.
- Il Barone Fon Vapor (in originale Baron Von Steamer): doppiato da Jeff Bennett e in italiano da Carlo Valli, è un cyborg che si serve di invenzioni alimentate a vapore nelle sue malefatte. Ha iniziato la sua carriera da super-cattivo negli anni 70 e si considera il nemico giurato del padre di Fred.
- Le Alta Tensione (High Voltage in originale): un duo di super criminali formato da madre (Barb) e figlia (Juniper) appassionate di musica anni '80. Sono abili rapinatrici e usano mosse di danza e dispositivi che permettono loro di manipolare l'elettricità. A causa di Liv Amara, verranno trasformate per un certo periodo di tempo in due creature simili ad anguille elettriche. Doppiate da Katie Nixon e Sophie Reynolds e da Giovanna Rapattoni e Emanuela Ionica in italiano.
- Momakase: doppiata da Naoko Mori e da Gemma Donati in italiano. È la migliore sushi-chef di tutto San Fransokyo, ma anche una ladra molto abile e pericolosa. È campionessa indiscussa dei duelli culinari di strada, fin quando non viene battuta da Cass. Da questo momento in poi diverrà acerrima nemica dei Big Hero 6.
- Dibs/Viscidino (Globby in originale): doppiato da Andy Richter e in italiano da Raffaele Proietti. È un borseggiatore tanto pieno di sé quanto maldestro e incapace che viene trasformato accidentalmente in un mostro gelatinoso nel tentativo di capire come il funzionamento della 'borsa' di Honey Lemon. Prima nemico poi alleato dei Big Hero 6 che arriverà a considerare fra i suoi migliori amici, specialmente Honey Lemon, la prima persona ad aver creduto nella sua redenzione. In seguito però, Liv Amara si servirà del suo DNA per creare una sua versione malvagia che verrà nominata da Fred: "Nega-Viscidino". In seguito Honey Lemon riuscirà a trovare una cura per la sua condizione ma Dibs sceglierà di tornare ad essere viscidino per aiutare i Big Hero 6 a fermare la sua controparte negativa.
- I Mad Jacks: doppiati da Rob Riggle, Kerri Kenney-Silver e Kevin Michael Richardson e in italiano da Stefano Alessandroni, Laura Lenghi e Carlo Scipioni. Si tratta di un trio di criminali non particolarmente svegli che si spostano usando dei jet pack. Fanno la loro prima apparizione quando Obake da loro il compito di rubare un microchip appartenente a Krei.
- Mr. Scintilla (Sparkle in originale): doppiato da Patton Oswalt e in italiano da Nanni Baldini. Si tratta di uno psicopatico e instabile conduttore di un pericoloso game show. È anche una star del web: i suoi video online sono i più visualizzati in assoluto. Perderà il senno quando un video del gatto Mochi farà più views del suo, diventando così il nuovo idolo del web. In seguito subirà una mutazione a causa di liv Amara che lo tramuterà per qualche tempo un uomo-pianta.
- Il Professor Robert Callaghan/Yokai: doppiato da James Cromwell e in italiano da Edoardo Siravo. l'ex direttore della SFIT divenuto un criminale dopo aver provocato l'incendio che ha causato la morte di Tadashi è dopo aver tentato di assassinare sotto le spoglie di Yokai, Alistair Krei con i Microbot inventati da Hiro per vendicare la figlia Abigail scomparsa a causa di un suo esperimento. Viene sconfitto e arrestato da Hiro e dai Big Hero 6 dopo gli eventi del film, il posto di direttore della SFIT viene preso dalla professoressa Granville.

### Comparse
- Bolton Gramercy: doppiato da Gordon Ramsay e in italiano da Guido Di Naccio. Uno chef cinico, arrogante e odioso, e rivale di Cass. Lo stile di questo personaggio è ispirato proprio dal burbero e rigido capocuoco Gordon Ramsay (in cui è doppiato da lui stesso).
- Yum Labouché: doppiato da Alton Brown e in italiano da Edoardo Stoppacciaro. Famoso chef e giudice nella gara di cucina underground.
- Ned Ludd: doppiato da Jon Rudnitsky e in italiano da Marco Mete. Un ex imprenditore che voleva radere al suolo i boschi di Muirahara, ma che in seguito finirà per ripudiare ogni tipo di tecnologia e vivere come eremita nei boschi.
- Carl: doppiato da Diedrich Bader e in italiano da Roberto Draghetti (stagione 1 e 2) è Stefano Mondini (stagione 3), soprannominato Crimine Carl. È Un motociclista forzuto dall'aspetto intimidatorio ma di animo buono. Adora i glitter e i gattini. Talvolta lo si vede anche nel ruolo di buttafuori. È il migliore amico e confidente di Viscidino.

## Produzione
Nel marzo 2016, la Disney annuncia lo sviluppo di una serie televisiva basato sull'omonimo film del 2014. Nello stesso mese viene confermato il ritorno di Jamie Chung, doppiatrice originale di GoGo Tomago. A novembre 2016 vengono confermati i doppiatori Ryan Potter, Génesis Rodríguez, Scott Adsit, Alan Tudyk, Maya Rudolph, Khary Payton e Brooks Wheelan, quest'ultimi due sostituendo Damon Wayans e T.J. Miller, rispettivi doppiatori originali di Fred e Wasabi.
Il 6 gennaio 2017, viene pubblicato dal canale youtube di Disney XD il teaser Trailer ufficiale. Il 15 luglio 2017, all'annuale D23 Expo viene rilasciata la sigla ufficiale della serie.